# Bieberite
La bieberite è un minerale, un solfato eptaidrato di cobalto, appartenente al gruppo della melanterite. Il nome deriva dalla località tedesca di Bieber, presso Gelnhausen, nella regione di Hesse. Descritta per la prima volta da Wilhelm Karl von Haidinger (1795 - 1871), geologo e mineralogista austriaco, nel 1845.

## Abito cristallino
Di questo minerale sono conosciuti solo cristalli monoclini ottenuti per via artificiale, in laboratorio.

## Origine e giacitura
L'origine è secondaria in quanto si forma per alterazione dei composti di cobalto, generalmente solfuri e arseniuri, ed ha paragenesi con farmacolite, eritrite e annabergite.

## Forma in cui si presenta in natura
In natura si presenta in incrostazioni o patine o anche in stalattiti.

## Caratteri fisico-chimici
Si disidrata all'aria e va conservata in plastica sottovuoto o in contenitori a tenuta stagna. È facilmente solubile in acqua.

## Località di ritrovamento
A Chalanches, nell'Isère, in Francia; a Bieber e a Siegen, in Germania; a Leogang, presso Salisburgo, in Austria; e a Copiapó, nel Cile.
In Italia raramente è stata rinvenuta nella miniera di ferro di Calamita, nel comune di Capoliveri, nell'isola d'Elba.